# Ethiopian Insurance FC
L'Ethiopian Insurance Football Club, també anomenat Medhin (Amhàric: ኢትዮጵያ መድን), és un club etíop de futbol de la ciutat d'Addis Abeba.

## Palmarès
- Copa etíop de futbol: [3]
  - 1995, 2002